# Maoricrypta youngi
Maoricrypta youngi es una especie de molusco gasterópodo de la familia Calyptraeidae.

## Distribución geográfica
Se encuentra en la  Isla Norte de Nueva Zelanda. 